# Zaviralci angiotenzina II
Zavirálci (antagonísti) ángiotenzína II (tudi sartáni) so učinkovine za zniževanje krvnega tlaka (antihipertenzivi), ki z antagonističnim delovanjem na angiotenzinskih II receptorjih povzročijo vazodilatacijo in zmanjšanje izločanja vazopresina in aldosterona. Mednje sodita na primer losartan in valsartan.

## Mehanizem delovanja
Antagonisti angiotenzina II se vpletajo v renin-angiotenzinski sistem (RAS). Na ta sistem deluje tudi druga skupina antihipertenzijskih učinkovin, zaviralci angiotenzin pretvarjajočega encima, vendar z drugim mehanizmom. Sistemski dražljaj za aktivacijo renin-angiotenzinskega sistema je padec krvnega tlaka in koncentracije natrijevih ionov v distalnih tubulih ledvic. Renin-angiotenzinski sistem deluje sinergistično s simpatičnim živčevjem. Ob aktivaciji se najprej sprošča proteolitični encim renin. Renin se sprošča iz ledvične skorje v krvni obtok in tam cepi angiotenzinogen, sintetiziran v jetrih, v angiotenzin I, ki ga nato angiotenzin pretvarjajoči encim pretvori v angiotenzin II. Učinki angiotenzina II so najbolje raziskani ob vezavi na angiotenzinski II receptor tipa I in angiotenzinski II receptor tipa II (AT II). Z vezavo angiotenzina II na angiotenzinski receptor tipa I pride do vazokonstrikcije, stimulacije sinteze aldosterona ter zadrževanja natrija. Kratkoročno povzroči dvig krvnega tlaka in s tem povečano srčno obremenitev, povzroča pa tudi trajnejše spremembe v sami steni arterij. Zaviralci angiotenzina II se vežejo namesto angiotenzina II na angiotenzinske II receptorje tipa I, jih zavrejo in tako preprečijo nastanek negativnih učinkov angiotenzina II na srce in žilje.

## Neželeni učinki
Neželeni učinki se pojavljajo redko. Lahko se pojavita omotica in angioedem, vendar slednji veliko redkeje kot pri uporabi zaviralcev angiotenzin pretvarjajočega encima. Ne povzročajo suhega kašlja, ki se sicer lahko pojavi pri uporabi zaviralcev angiotenzin pretvarjajočega encima zaradi kopičenja bradikinina.

## Predstavniki
Med zaviralce angiotenzina II spadajo:
- kandesartan
- eprosartan
- irbesartan
- losartan
- olmesartan
- telmisartan
- valsartan